# Girl Talk (Lesley Gore)
| Recensione | Giudizio |
| ---------- | -------- |
| AllMusic   |          |

Girl Talk è il quarto album della cantante pop statunitense Lesley Gore, pubblicato dalla Mercury Records nel settembre del 1964.

## Tracce

### LP (1964, Mercury Records, MG 20943/60943 )
Lato A
1. Hey Now – 2:14 (Sonny Gordon) – Registrato metà luglio 1964 al Polydor Studio di Parigi, Francia
2. Live and Learn – 2:24 (John Madara, David White, William Carl) – Registrato metà luglio 1964 al Polydor Studio di Parigi, Francia
3. Say Goodbye – 2:14 (Larry Marks) – Registrato metà luglio 1964 al Polydor Studio di Parigi, Francia
4. Look of Love – 2:10 (Ellie Greenwich, Jeff Barry) – Registrato inizio luglio 1964 al Polydor Studio di Parigi, Francia
5. You've Come Back – 2:12 (Van McCoy) – Registrato metà luglio 1964 al Polydor Studio di Parigi, Francia
6. Maybe I Know – 2:39 (Ellie Greenwich, Jeff Barry) – Registrato inizio luglio 1964 al Polydor Studio di Parigi, Francia

Durata totale: 13:53
Lato B
1. Sometimes I Wish I Were a Boy – 2:08 (testo: Steve Donroy (pseud. di Herb Wiener e Cy Crane) – musica: John Gluck) – Registrato metà luglio 1964 al Polydor Studio di Parigi, Francia
2. Little Girl Go Home – 2:42 (Manny Curtis, Frank Herve, Kelly Ross) – Registrato metà luglio 1964 al Polydor Studio di Parigi, Francia
3. I Died Inside – 2:47 (Lesley Gore) – Registrato metà luglio 1964 al Polydor Studio di Parigi, Francia
4. Wonder Boy – 2:15 (Jimmie Steward Jr., Sidney J. Wyche) – Registrato inizio luglio 1964 al Polydor Studio di Parigi, Francia
5. Movin' Away – 3:10 (Len Praverman) – Registrato metà luglio 1964 al Polydor Studio di Parigi, Francia
6. It's Just About That Time – 2:56 (Van McCoy) – Registrato metà luglio 1964 al Polydor Studio di Parigi, Francia

Durata totale: 15:58

## Musicisti
- Lesley Gore – voce
- Claus Ogerman – direttore d'orchestra, arrangiamento
- Componenti orchestra non accreditati

### Produzione
- Quincy Jones – produzione
- Kenneth Kendall – note retrocopertina album originale[4]

## Classifica
Album
| Anno | Classifica    | Posizione raggiunta |
| ---- | ------------- | ------------------- |
| 1964 | Billboard 200 | 146                 |

Singoli
| Anno | Titolo del brano | Classifica | Posizione raggiunta |
| ---- | ---------------- | ---------- | ------------------- |
| 1964 | Maybe I Know     | Hot 100    | 14                  |
| 1964 | Look of Love     | Hot 100    | 27                  |
| 1964 | Hey Now          | Hot 100    | 76                  |